# (11216) Billhubbard
(11216) Billhubbard (1999 JG1) – planetoida z pasa głównego asteroid okrążająca Słońce w ciągu 3,39 lat w średniej odległości 2,26 j.a. Została odkryta 8 maja 1999 roku w ramach projektu Catalina Sky Survey.